# Ronco Briantino

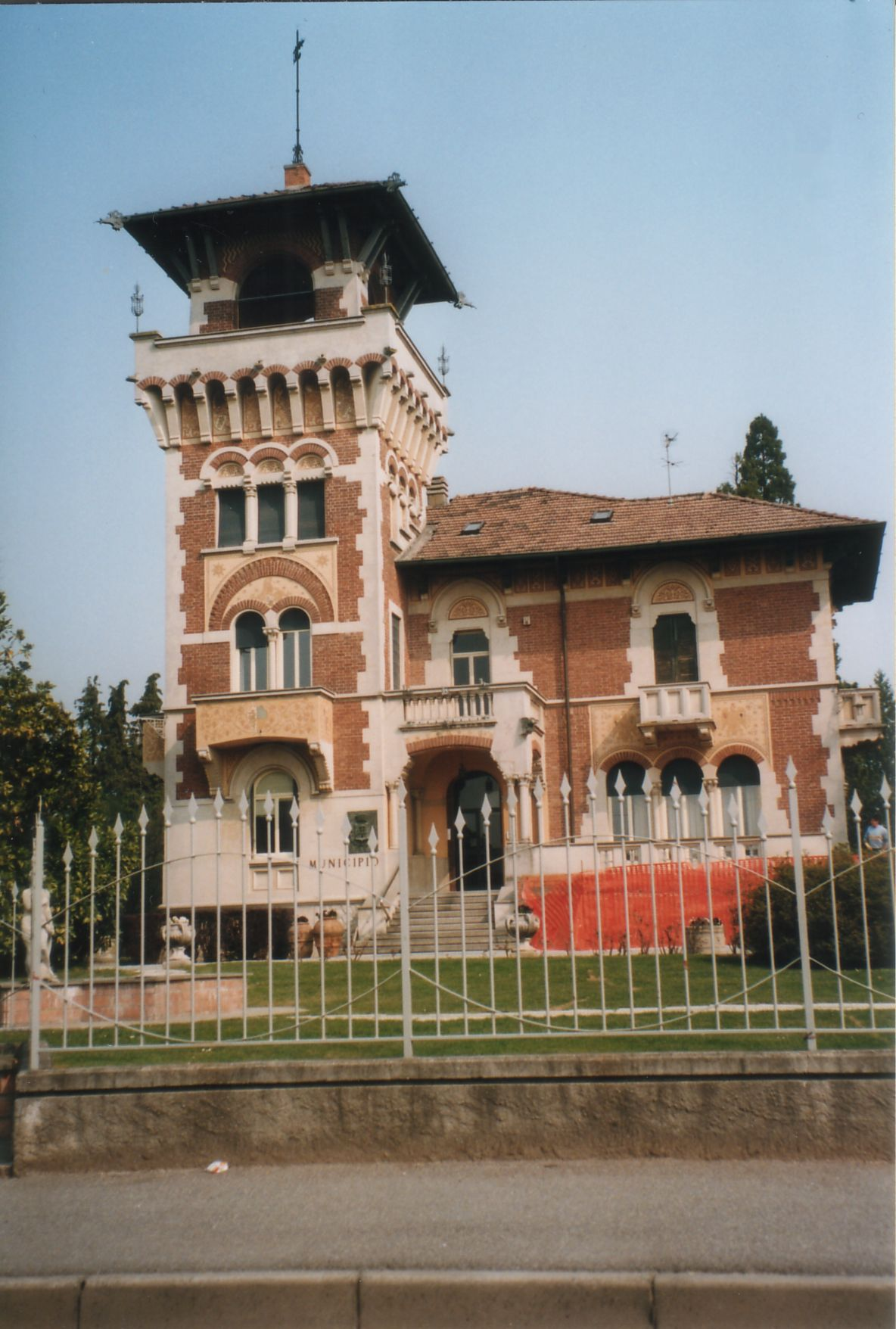
Gemeentehuis

Ronco Briantino is een gemeente in de Italiaanse provincie Monza e Brianza (regio Lombardije) en telt 3216 inwoners (31-12-2004). De oppervlakte bedraagt 3,0 km², de bevolkingsdichtheid is 1033 inwoners per km².

## Demografie
Ronco Briantino telt ongeveer 1239 huishoudens. Het aantal inwoners steeg in de periode 1991-2001 met 35,3% volgens cijfers uit de tienjaarlijkse volkstellingen van ISTAT.
| Jaar | Inwoneraantal |
| ---- | ------------- |
| 1991 | 2281          |
| 2001 | 3087          |

## Geografie
Ronco Briantino grenst aan de volgende gemeenten: Merate (LC), Robbiate (LC), Osnago (LC), Verderio Inferiore (LC), Bernareggio, Carnate.